# Hallie Ford Museum of Art

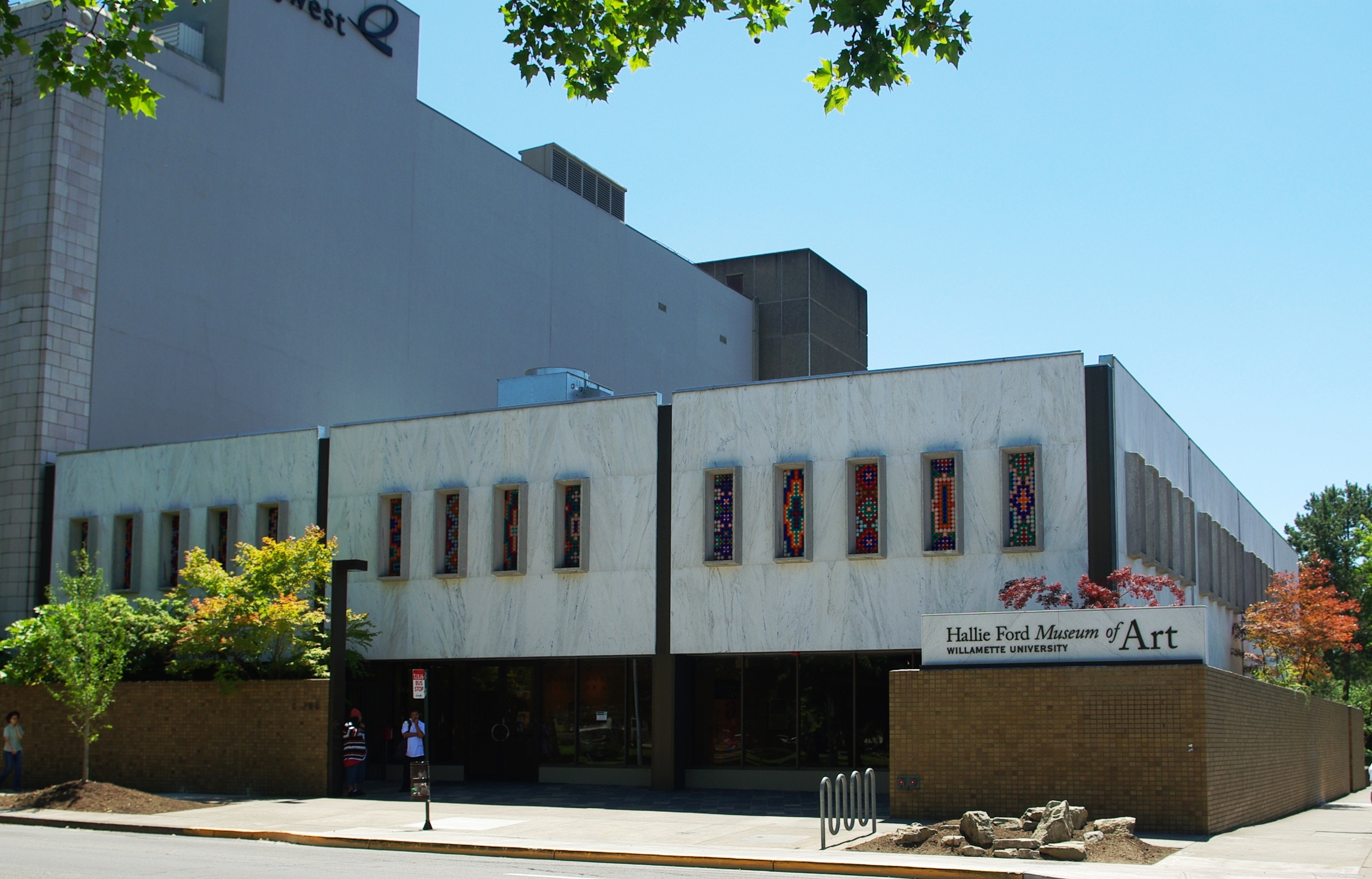
Hallie Ford Museum of Art, Eingang

Das Hallie Ford Museum of Art (HFMA) ist ein Kunstmuseum in Salem, Oregon, USA, das zur Willamette University gehört. Es wurde 1998 gegründet und ist das einzige Kunstmuseum einer geisteswissenschaftlichen Universität im Nordwesten der Vereinigten Staaten.

## Geschichte
Die Ursprünge der Kunstsammlung der Willamette University gehen auf das 19. Jahrhundert zurück, als Missionare der Universität Kunstwerke von indigenen Völkern des pazifischen Nordwestens erhielten. Im Laufe der Jahre wuchs die Sammlung durch bedeutende Schenkungen, darunter europäische und asiatische Kunstwerke von Mark und Janeth Hogue Sponenburgh im Jahr 1990. 1998 wurde das Hallie Ford Museum of Art eröffnet, um die wachsende Sammlung zu präsentieren und die geisteswissenschaftliche Ausbildung der Universität zu unterstützen.

## Architektur
Das Gebäude wurde ursprünglich Mitte der 1960er Jahre im International Style für Pacific Northwest Bell errichtet und vom Architekten James Payne entworfen. 1996 erwarb die Willamette University das Gebäude und ließ es von Soderstrom Architects zu einem Museum umbauen. Das Design zeichnet sich durch warme Farben, natürliche Materialien und ein zweistöckiges Atrium aus. 

## Sammlung

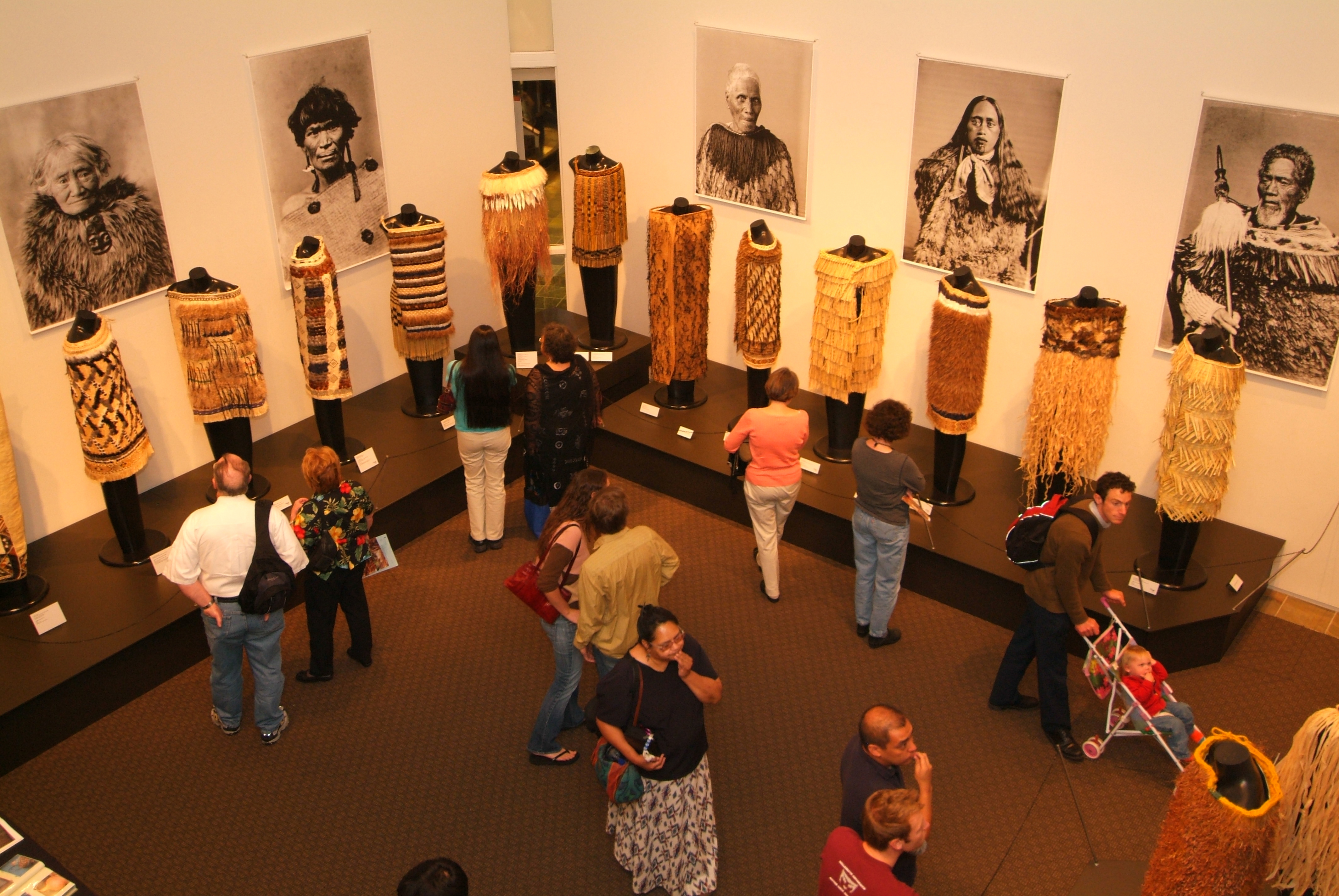
Maori-Ausstellung im Hallie Ford Museum of Art

Das Hallie Ford Museum of Art beherbergt eine vielfältige Sammlung, die Kunstwerke aus verschiedenen Kulturen und Epochen umfasst. Dazu gehören bedeutende Werke der nordwestamerikanischen Kunst, indianische Kunst sowie antike Artefakte, europäische, amerikanische und asiatische Kunst. Besondere Highlights sind die Mark and Janeth Sponenburgh Gallery mit Kunstwerken aus 5000 Jahren Geschichte und die kürzlich erworbene Sammlung des Museum of Contemporary Craft, eine der bedeutendsten Sammlungen amerikanischer Keramik
Ein großer Teil der Sammlung ist ständig im Museum zu sehen. Die Mark and Janeth Sponenburgh Gallery zeigt antike Objekte, christliche Kunst sowie asiatische, europäische und amerikanische Kunst. Zeitgenössische und modernistische Werke bekannter Künstler aus dem Nordwesten sind in der Carl Hall Gallery zu sehen. Traditionelle und zeitgenössische Kunst amerikanischer Ureinwohner mit Bezug zum Nordwesten ist in der Confederated Tribes of the Grand Ronde Gallery zu sehen und Arbeiten auf Papier werden in wechselnden Ausstellungen im Print Study Center gezeigt.

## Ausstellungen und Programme
Das Hallie Ford Museum of Art zeigt regelmäßig Sonderausstellungen, die von der klassischen bis zur modernen Kunst reichen. Darüber hinaus bietet es Bildungsprogramme, Führungen und Veranstaltungen an, um Kunst und Kultur einem breiten Publikum zugänglich zu machen. Im Jahr 2023 feiert das HFMA sein 25-jähriges Bestehen mit einer Reihe von Veranstaltungen und Ausstellungen, die die Entwicklung und Bedeutung des Museums hervorhoben. 